# Maros Táncegyüttes
A Maros Táncegyüttes egy Makón működő, a magyar néptánc, a hagyományos viseletek és népdalkincs gyűjtését, megőrzését és továbbadását felvállaló civil szervezet.

## Története
Az amatőr művészeti csoportot 1957-ben hozták létre, de 1980 végén megszűnt, mert nem volt utánpótlás. 1981-ben a főiskolán frissen végzett Döme Máriát bízták meg az együttes újjászervezésével, aki végigjárta a város iskoláit táncosokat toborozva. Ő maga 14 éves kora óra volt a régi Maros tagja; eredeti diplomája (népművelés–magyar) mellett elvégzett több táncoktatói kurzust és a Táncművészeti Főiskola néptáncoktatói szakát is. A Maros TE eredetileg a József Attila Művelődési Központ berkein belül létezett (a mai Hagymaház elődje), de 1997 óta egy közhasznú szervezet, a Maros Táncegyüttes Baráti Köre biztosítja az intézményes keretet a művészeti csoport működéséhez. A szükséges anyagi feltételek önkormányzat anyagi támogatása, valamint az egyszázalékos személyijövedelemadó- és a tizenkét százalékos helyi iparűzési adó-felajánlások útján teremtődnek elő.
Az együttes csoportjai hetente két alkalommal - konkrét fellépések, felkérések esetén sűrűbben - próbálnak; a teljes repertoár műsorideje meghaladja a két órát. Elsősorban a mai Magyarország területéről gyűjtött táncokat foglalják koreográfiába, de az együttes feldolgozta és színpadra vitte a Felvidék, Erdély, valamint a Vajdaság magyar táncait is; emellett különös hangsúlyt fektetnek a dél-alföldi régióra, azon belül is a közeli Apátfalva gazdag néphagyományaira. Az amatőr táncosok életkora 6 és 65 év között váltakozik, összlétszámuk 170 körül mozog. A Maros több egykori tagja ma már az Magyar Állami Népi Együttes profi táncosa.
A Maros TE-nek évente 30-40 felkérése van, köztük hazai és külföldi egyaránt; évente két alkalommal egész estés gálaműsort ad a Hagymaházban (februárban és júniusban 2-2 napon). Az ötévente megrendezésre kerülő jubileumi produkciók táncjátékok, amelyeket népzenei koncertek, táncházak, belföldi és nemzetközi néptánctalálkozók kísérnek.
A táncegyüttes hosszú működése alatt a város számos épületében próbált, így a Hagymaházban, a Közösségi Házban (ez 2006 óta a rendőrkapitányságnak ad otthont), a pénzügyi palotában, a régi városháza nagytermében; jelenleg a Bartók iskola tornacsarnokában zajlanak a próbák, ez a helyszín azonban sem a padlózat, sem az akusztika szempontjából nem a legideálisabb; végleges megoldás mind a mai napig nem született az állandó próbaterem ügyében. Az együttes központi irodája a Széchenyi tér 6. szám alatt található.

## Csoportok

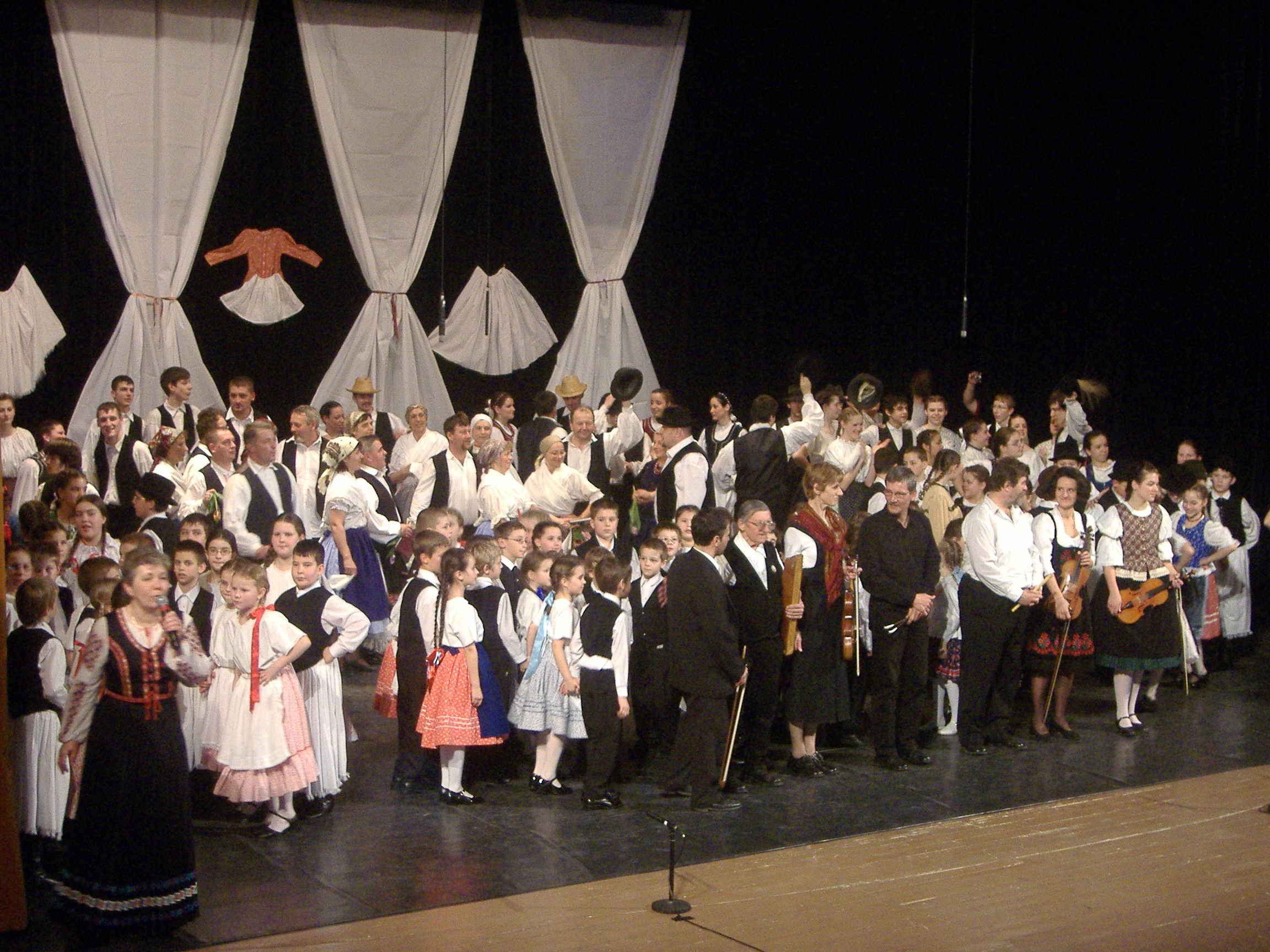
A Maros TE összes csoportja a 2008-as farsangi gála fináléjában

Jelenleg az alábbi, életkor alapján meghatározott csoportokra oszlik a Maros Táncegyüttes közel 170 táncosa:
- Aprók (óvodások, első osztályos tanulók)
- Törpék (első-második osztályos tanulók)
- Boglárka (harmadik osztályos tanulók)
- Pipacsok (harmadik-ötödik osztályos tanulók)
- Boróka (ötödik-hetedik osztályos tanulók)
- Gyöngyvirágok (hetedik - tizedik osztályos tanulók)
- Maros (felnőttek, egyetemi és főiskolai hallgatók, dolgozó fiatalok)
- MÖTYKE (Makói Öreg Tyúkok és Kakasok Egyesülete - a gyermek táncosok szülőiből verbuvált csoport)

## Zenekar
Az együttest állandó zenekar, a Maros zenekar kíséri, jelenlegi állandó tagjai Bíró Anita prímás, Majorné Szirbik Edit kontrás, Borbás Tibor nagybőgős, Králik Gusztáv cimbalmos, Mátó Mátyás tárogatós, klarinétos és Dóczi Anna prímás. Külföldi vendégszereplésekkor, jubileumi produkciókkor régi-új zenészekkel is kiegészül, rendszeres visszatérő például a hegedűn és nagybőgőn játszó Szurdi Zsolt. Bíró Anita 2008-ban a lengyelországi Bydgoskie Impresje Muzyczne fesztiválon a legjobb zenésznek járó különdíjat vehette át.

## Díjak, elismerések

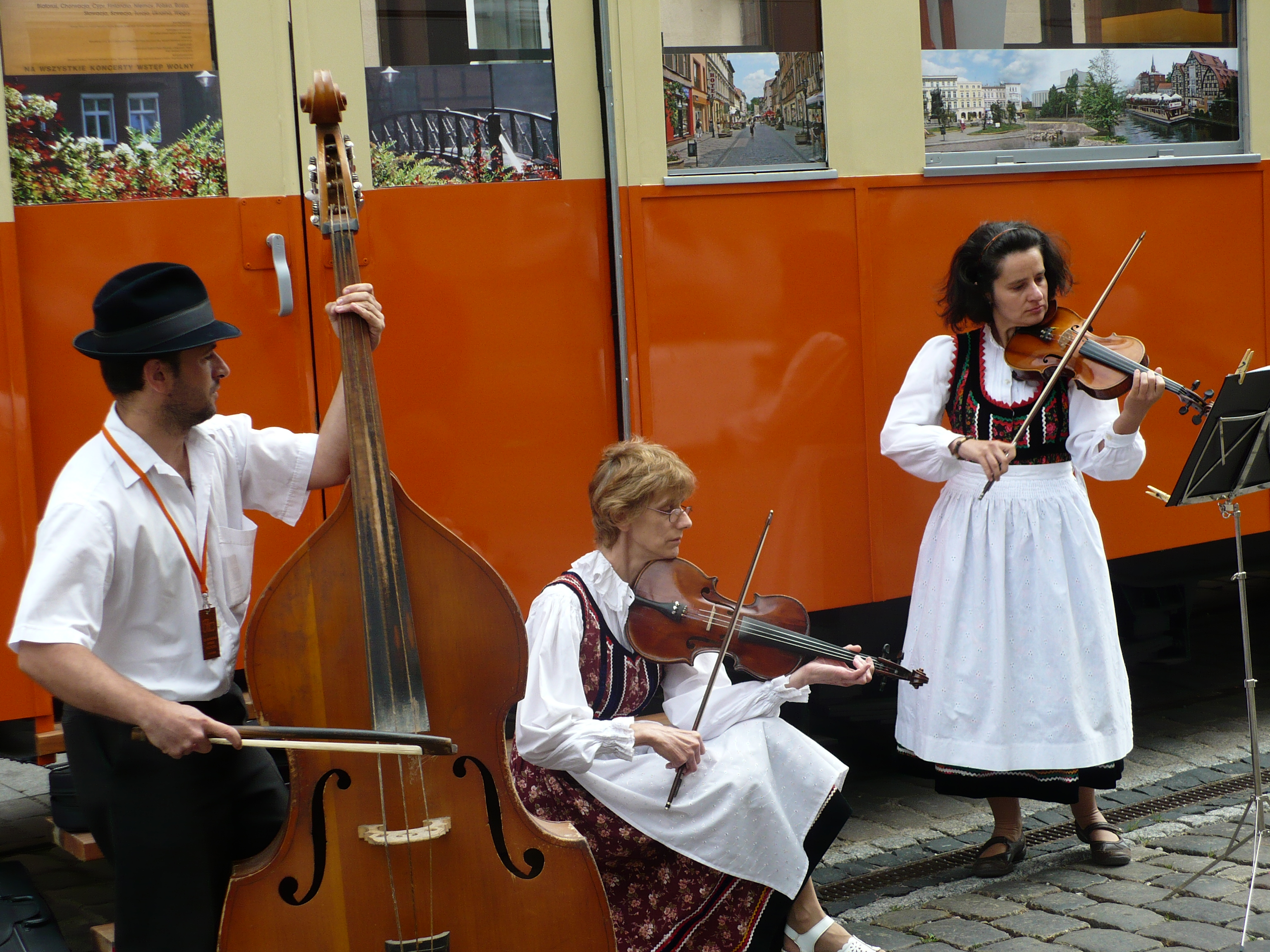
A Maros Zenekar a lengyelországi Bydgoszcz utcáin játszik a Bydgoskie Impresje Muzyczne fesztivál alkalmából

Az együttes, valamint Tóthné Döme Máriának az együttes művészeti vezetéséért kapott főbb elismerései, kitüntetései az alábbiak:
- Arany fokozatú minősítés (1990)
- Csongrád Megye Alkotó Díja (1994)
- A Vrsaci Fesztivál technikai különdíja (1995)
- Makó Város Közszolgálatáért (Tóthné Döme Máriának, 1996)
- Minősült - Néptáncosok Országos Bemutató Színpada (1996, 1998, 2000, 2004)
- Makó Városért kitüntetés (1998)
- Magyar Köztársasági Ezüst Érdemérem (Tóthné Döme Máriának, 2002)
- A Bydgoskie Impresje Muzyczne fesztivál II. helyezése (2008)
- Az Örökség Gyermek Népművészeti Egyesület életműdíja[7] (Tóthné Döme Máriának, 2011)
- A Festivalului Internaţional de Folclor "Peştişorul de Aur" fesztivál III. helyezése (2011)
- Makó Város Közművelődéséért[8] (Tóthné Döme Máriának, 2011)
- II. Népek Tánca, Népek Zenéje hagyományőrző verseny, kiemelt arany fokozatú minősítés (2012)
- A  Zduńska Wola-i Folklor Świata fesztivál II. helyezése (2013)[9]